# Cheiracanthium occidentale
Cheiracanthium occidentale es una especie de arañas araneomorfas de la familia Eutichuridae.

## Distribución geográfica
Es endémica de Menorca, en Baleares (España).